# Julie Ege
Julie Ege, née le 12 novembre 1943 à Sandnes et décédée le 29 avril 2008 à Oslo, était une actrice norvégienne.

## Biographie
Élue Miss Norvège ex æquo en 1962 (choix du jury), elle participe à l'élection Miss Univers en 1962.
Elle s'est mariée et a divorcé deux fois, d'abord avec un officier des forces armées norvégiennes, puis avec un dentiste anglais, son aîné de 15 ans. Elle a eu deux filles, dont Joanna, née en 1969 qui vit à Shanghaï en Chine. Elle vivait à Oslo où après s'être retirée des plateaux, elle travailla comme infirmière jusqu'à sa mort consécutive à un cancer du sein. Elle avait déjà été traitée pour un cancer du sein et un cancer du poumon.

## Filmographie

### Cinéma
- 1967 : Trois milliards d'un coup (Robbery) de Peter Yates : Une hôtesse
- 1967 : Stompa til sjos de Nils Reinhardt Christensen
- 1969 : Au service secret de Sa Majesté (On Her Majesty's Secret Service) de Peter R. Hunt : Une scandinave
- 1970 : Papa en a deux (Every Home Should Have One) de Jim Clark : Inga
- 1971 : Violence et sexe aux temps préhistoriques (Creatures The World Forgot) de Don Chaffey : Nala
- 1971 : Up Pompéii de Bob Kellett : Voluptua
- 1971 : The Magnificent Seven Deadly Sins de Graham Stark: Ingrid
- 1972 : Rentadick de Jim Clark : Utta Armitage
- 1972 : Go for a take de Harry Booth : April
- 1972 : The Alf Garnett Saga de Bob Kellett : Julie Ege
- 1973 : Not Now Darling de Ray Cooney et David Croft : Janet McMichael
- 1973 : Kanarifuglen de Pal Bang-Hansen : Kari
- 1973 : Les décimales du futur (Final Programme) de Robert Fuest : Miss Dazzle
- 1974 : Mutations (The Freakmaker)  de Jack Cardiff : Hedi
- 1974 : Mystic Killer (Craze) de Freddie Francis : Helena
- 1974 : La légende des 7 vampires d'or (Legend of the 7 Golden Vampires) de Roy Ward Baker : Vanessa Buren
- 1974 : Percy's Progress de Ralph Thomas : Miss Hanson
- 1974 : Bortreist pa ubestemt tid de Pal Bang-Hansen : Christina
- 1975 : The Amorous Milkman de Derren Nesbitt : Diana
- 1975 : De dwaze lotgevallen van Sherlock Jones de Nikolai van der Heyde : La secrétaire de Sondag
- 1988 : Fengslende dager for Christina Berg d'Egil Kolsto

### Télévision
- 1976 : Farlig yrke (Série TV) : Wenche Berg